# بارتولوم
بارتولوم (به آلمانی: Bartholomä) یک شهر در آلمان است که در استالبکرایس واقع شده‌است. بارتولوم ۲٬۱۸۴ نفر جمعیت دارد.

## خواهرخوانده
شهر کاسولا والسنو خواهرخواندهٔ بارتولوم هست.